# Science-Fiction-Film
Der Science-Fiction-Film bzw. Science-Fiction ist ein Filmgenre, dem Filme zugeordnet werden, die sich wie das Literaturgenre Science-Fiction mit fiktionalen Techniken sowie wissenschaftlichen Leistungen und deren möglichen Auswirkungen auf die Zukunft beschäftigen.

## Entwicklung

### Beginn

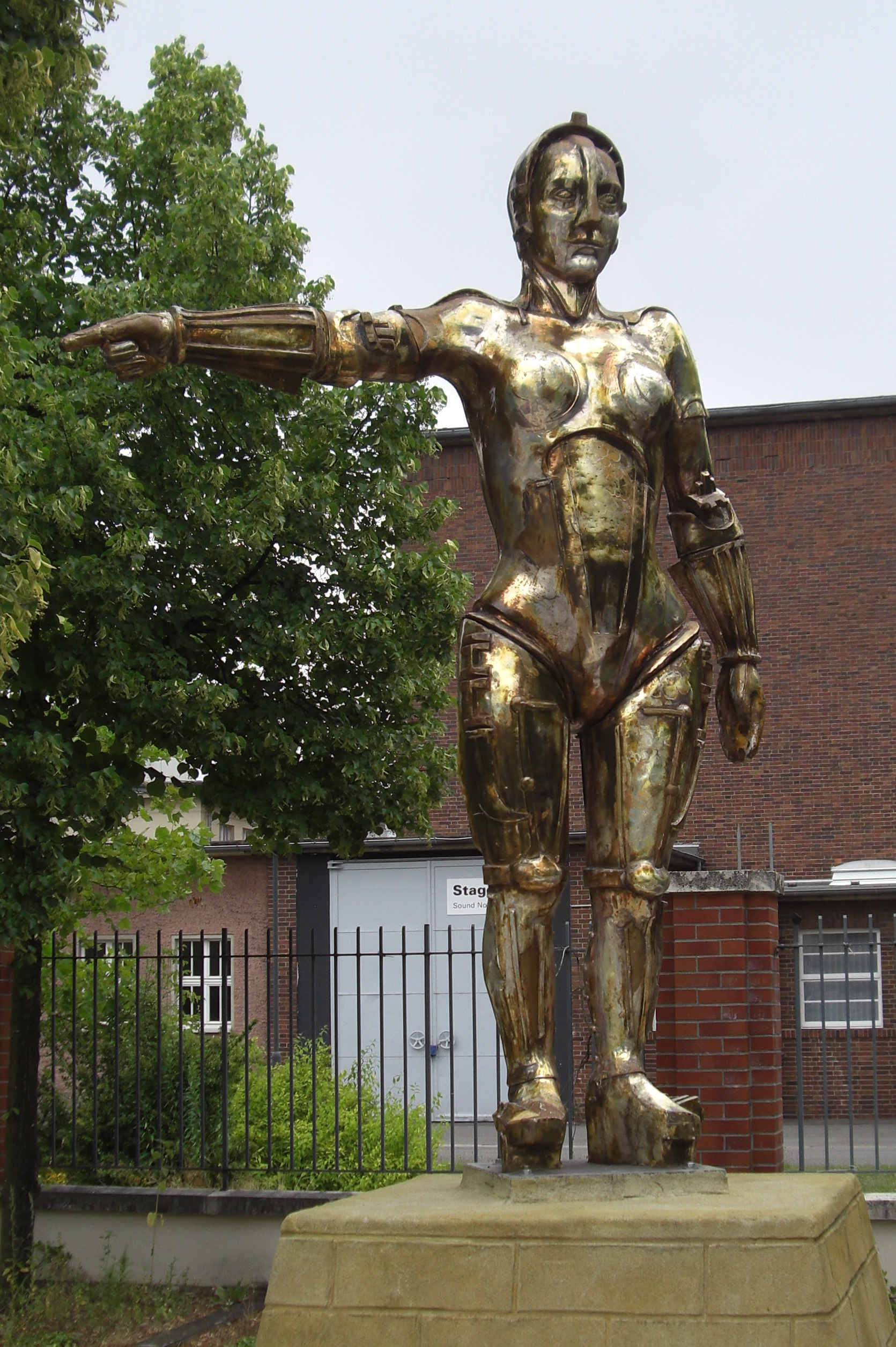
Der 1927 in Babelsberg bei Berlin produzierte Film Metropolis von Fritz Lang war der erste Science-Fiction-Film in Spielfilmlänge überhaupt. _{Im Bild: Maschinen-Maria, Statue einer Filmfigur im Filmpark Babelsberg.}

Den Grundstein für das Science-Fiction-Genre legte die Literatur: Technikbegeisterte Autoren wie Jules Verne und H.G. Wells erweiterten die Reise- und Abenteuerliteratur des 19. Jahrhunderts um die Science-Fiction-Komponente und beeinflussten die ersten Science-Fiction-Filme maßgeblich. Schon früh hatten Filmpioniere technische Abläufe und ihre Anfälligkeit ins Zentrum ihrer Filme gestellt, so etwa Louis Lumière und Ferdinand Zecca. Georges Méliès, der sich bereits 1897 mit Les Rayons Röntgen an die Thematik herangetastet hatte, schuf dann 1902 den von Jules Verne inspirierten Film Die Reise zum Mond, der weltweit für Furore sorgte. James Searle Dawley drehte 1910 mit Frankenstein die erste Verfilmung des gleichnamigen Romans von Mary Shelley.
Einer der ersten deutschen Science-Fiction-Filme war Der Herr der Welt von Rudolf del Zopp aus dem Jahr 1913 über die künstliche Herstellung von Gold. Im gleichen Jahr wurde von Stellan Rye ein Science-Fiction-Film mit Horror-Elementen „Die Eisbraut“ nach einer Novelle von Hanns Heinz Ewers gedreht, in dem sich ein englischer Maler in eine in einem Eisblock eingeschlossene junge Frau aus der Urzeit verliebt. Eine weitere frühe deutsche Produktion war die sechsteilige Serie Homunculus im Jahr 1916; gedreht von Otto Rippert, mit einer Länge von insgesamt über 400 Minuten, die nur zum Teil erhalten ist. Weitere Meilensteine des frühen Science-Fiction-Films waren Holger-Madsens Das Himmelsschiff (1918), Jakow Protasanows Aelita (1924) (nach einem Science-Fiction-Roman von Alexei Tolstoi) sowie Fritz Langs Metropolis (1927) und Frau im Mond (1929). 1936 wurde in der Sowjetunion Kosmische Reise aufgeführt, der unter der Mitarbeit Konstantin Ziolkowskis entstanden war; allerdings wurde der Film aus kulturpolitischen Gründen noch im selben Jahr abgesetzt und erst in den 1980er Jahren erneut aufgeführt. Im Jahre 1937 begann das Filmprojekt Weltraumschiff 18, das aufgrund des Krieges abgebrochen wurde.

### Der Aufstieg des US-amerikanischen Kinos
Das Entstehen des klassischen phantastischen Kinos gründete sich auf den technischen und politischen Fortschritt. Durch den Zuwachs an Produktivität wurden Energien produziert, die sich auf die Eroberung, Entdeckung und Beherrschung „wilder“ Länder konzentrierten. Gleichzeitig herrschte die Weltwirtschaftskrise. Auf der Leinwand nahmen Angstvorstellungen und Albträume Gestalt an. In der Folge dominierten sogenannte „mad scientist“-Filme wie Frankenstein (1931), Dr. Jekyll und Mr. Hyde (1931) oder Der Unsichtbare (1933). Der sich über alle Bedenken hinwegsetzende Fortschrittsglaube präsentiert sich in King Kong und die weiße Frau (1933). Die Archetypen von Science Fiction, Horror und Fantasy entstanden in dieser Zeit und beeinflussen den Science-Fiction-Film bis heute.
Dabei repräsentieren diese schreckenerregenden Erzählungen besser als jeder „gesellschaftskritische“ Film die Vorstellungswelt eines Amerika, das eine akute Angstneurose durchlebt. Diese Filme antworten auf die Ängste der damaligen Zeit und steigern sie ins Hysterische. Sie bilden eine Art Enteignungsritual, an dem die Zuschauer teilnehmen, um sich von ihren Alltagssorgen – Arbeit, Geld, Gesundheit, Unterhalt – zu befreien. In den 1950er Jahren boomte das amerikanische Science-Fiction-Kino mit vielen Filmen, die diese Ängste, aber auch die Paranoia der McCarthy-Ära widerspiegelten. Wenige Jahre später entstanden die ersten Farbfilme. In Metaluna 4 antwortet nicht, Kampf der Welten oder Alarm im Weltall nutzen die Filmemacher die neuen Möglichkeiten, um prächtige, fantasievolle Filme zu zeigen.
Mit den Serials kamen schnelle und billige Fortsetzungsfilme für die Samstagsmorgen-Vorstellungen auf die Leinwand. Von 231 Tonfilm-Serials, die von Anfang der 1930er Jahre bis 1956 produziert wurden, sind 31 eindeutig der Science-Fiction zuzuordnen. Weitere 37 weisen SF-Elemente auf. Phantom-Reiter (1935) war nach The Vanishing Shadow (1934) die zweite Serie, die als Science-Fiction-Serial gilt. Danach begann der Siegeszug der Comic-Verfilmungen, deren Superhelden eine ideale Basis für Abenteuergeschichten bildeten. Den Anfang machte 1936 Flash Gordon mit seinen Fortsetzungen. Weitere Reihen handelten von Buck Rogers, Captain Marvel und führten 1948 zum „Superhelden aller Superhelden“, der Reihe um Superman. Erst die Verbreitung des Fernsehens führte zum Ende der Serien. Da die Reihen unkomplizierte Geschichten vom ewigen Kampf (und Sieg) des Guten gegen das Böse waren und eine Adaption der bei Kindern beliebten Comics darstellten, zog die Science Fiction vermehrt die Kinder an und eröffnete sich ein neues Publikum. Dieses störte sich auch nicht an den ständigen Fortsetzungen erfolgreicher Ideen, so gab es allein von Unsichtbaren Nachfolger wie Der Unsichtbare kehrt zurück, Die unsichtbare Frau, Der unsichtbare Agent und Der Unsichtbare nimmt Rache. Spätestens nach Filmen wie Frankenstein trifft auf den Wolfsmenschen und der Komödie Abbott und Costello treffen Frankenstein wurde eine Krise deutlich. Filme, die auf den Ausbruch des Zweiten Weltkrieges reagiert hätten und der Welt einen Spiegel vorgehalten hätten, gab es nicht.

### 1960er und 1970er Jahre: der Wettlauf ins All
In den 1960ern rückt die Science Fiction in den Blickpunkt der Öffentlichkeit zurück. Das Rennen zum Mond zwischen der UdSSR und den USA beherrschte die Nachrichten, filmisch verarbeitet u. a. in Die erste Fahrt zum Mond (GB 1964, Regie: Nathan Juran) und Countdown: Start zum Mond (USA 1968, Regie: Robert Altman). Der technische Fortschritt wirkte sich aus. Die SF spielte nicht mehr auf entfernten Planeten, sondern musste eine gewisse Glaubwürdigkeit besitzen. Fast nur das italienische SF-Kino, das in den 1960er Jahren eine Blütezeit erlebte, war mit einer Mischung aus Horror und SF vertreten: Planet der Vampire (Italien/Spanien 1965, Regie: Mario Bava), Orion-3000 – Raumfahrt des Grauens (Italien 1966, Regie: Antonio Margheriti), Dämonen aus dem All (Italien 1967, Regie: Antonio Margheriti) und andere. Stattdessen thematisierten viele Filme die latente Atomkriegsgefahr (Dr. Seltsam oder: Wie ich lernte, die Bombe zu lieben, Angriffsziel Moskau, Sieben Tage im Mai), die nach der fehlgeschlagenen Invasion in der Schweinebucht, der Kubakrise und dem Tod Kennedys höchst aktuell geworden war. Die phantastische Reise führt ins Innere des Körpers und 2001: Odyssee im Weltraum ins Innere des Verstandes. Die Comicverfilmung Barbarella (Frankreich/Italien 1968, Regie: Roger Vadim) spielte mit der in den 1960er Jahren aufkommenden sexuellen Freizügigkeit.
Aus der Sicht von Ronald M. Hahn und Volker Jansen waren utopische bzw. Science-Fiction-Filme bis 1969 meist „Schund“.
Nach der Mondlandung 1969 war ein bisher beliebtes Thema im SF-Film uninteressant geworden. Wieder einmal hatte die Wirklichkeit den SF-Film eingeholt. Gleichzeitig schlug die Krise des Studiosystems voll durch: New Hollywood entstand. Aufwendige Weltraumabenteuer interessieren nicht mehr, einzig „Planet der Affen“ wurde mit seinen vier Fortsetzungen, einer TV-Realserie und einer Zeichentrickserie ein typisches Hollywood-Produkt.
Uhrwerk Orange ist eine schockierende Dystopie um Vergewaltigung und Brutalität. Andromeda – Tödlicher Staub aus dem All zeichnet exakt die Arbeit von Wissenschaftlern nach, und bei Solaris steht die Psychologie des Menschen im Zentrum. Lautlos im Weltraum und Soylent Green thematisierten die fortschreitende Umweltzerstörung. Star Wars: Episode IV – Eine neue Hoffnung änderte dies 1977 und wurde zu einem großen Erfolg.

### 1980er Jahre
Die SF-Filme der 1980er Jahre, als Ronald Reagan das Weltraum-Verteidigungsprogramm SDI auch Star Wars nannte, brachten nur wenige wirklich innovative Filme hervor. Eine der Ausnahmen ist Blade Runner, der heute als Meilenstein gilt und als Hommage häufig in anderen Filmen stilistisch und visuell zitiert wird. Die Studios beschränkten sich oft auf Fortsetzungen bekannter Motive. Actionfilme wurden die wichtigste Geldmaschine Hollywoods; so entstanden die Action- und Horror-Reihen Alien und Predator
Die meisten Genrefilme richteten sich an ein jugendliches Publikum, das Effekte und (zynischen) Humor wünschte und bekam. Die Filme spielten auf der Erde der Zukunft, originelle Weltraum-Filme waren selten. Aber es waren Science-Fiction-Filme im eigentlichen Sinne, der Horroraspekt trat zurück.

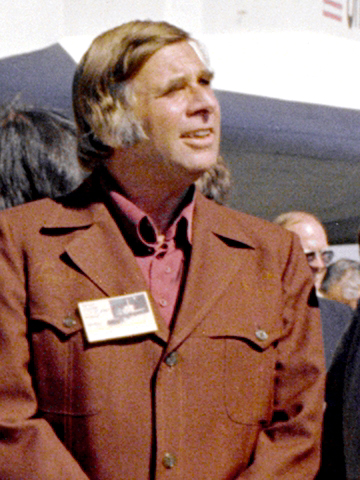
Star-Trek-Macher Gene Roddenberry

Eine beginnende Tendenz der 1980er Jahre sind Filmreihen (Fortsetzungen, seltener auch Prequels). Beginnend mit Star Wars (ab 1977) zählen dazu beispielsweise die Star-Trek-Filme (ab 1979), die Superman-Filme (ab 1978), die Terminator-Filme (ab 1984) sowie Zurück in die Zukunft (1985, Regie: Robert Zemeckis) und seine beiden Fortsetzungen.
Filme für ein erwachsenes Publikum entstanden ebenfalls, zwar abseits des Mainstreams, dafür jedoch mit ernsthaften Auseinandersetzungen mit Themen, die das Publikum herausforderten. The Day After – Der Tag danach, Briefe eines Toten, Threads, Die Klapperschlange sowie der englische Zeichentrickfilm Wenn der Wind weht beschäftigten sich mit dem fiktiven dritten Weltkrieg oder der post-apokalyptischen Welt.
Daneben gab es Terry Gilliam, der mit Brazil einen Film drehte, der bekannte Motive der Dystopie bearbeitete.

### 1990er Jahre
Die 1990er Jahre waren auch im SciFi hauptsächlich durch Blockbuster-Filme geprägt. Durch das Aufkommen neuer Tricktechniken und realistischer CGI-Effekte erhielt das Genre einen neuen Anstrich. Bildgewaltige Filme wie Independence Day (1996), Mars Attacks! (1996) oder Men in Black (1997) stellen klassische Motive der Science Fiction in neuem Gewand dar, parodieren diese zum Teil sogar. Der durch Star Wars bereits in den 1970ern ausgelöste Trend zu SciFi-Filmen für die ganze Familie erhielt einen flächendeckenden Einzug und stellt gegen Ende des Jahrzehnts eher die Norm dar.
Durch die hohe Verbreitung von Computern und die zunehmende Digitalisierung in der Bevölkerung passte sich die Darstellung und Erklärungen der SciFi-Elemente stärker an reale Vorbilder an. Beispielsweise nutzt der Film Jurassic Park wissenschaftlich akkurate Herleitungen zur Erklärung von Dinosauriern in unserer heutigen Zeit. Ghost in the Shell (1995) und Matrix (1999) zeigen eine Darstellungsweise von künstlicher Intelligenz mit hohem Bezug zu unserer computerisierten Realität.
Das Genre wurde zunehmend Action-lastiger. Filme wie Terminator 2 (1991), Das fünfte Element (1997) oder Lost in Space (1998) bieten einfach verdauliche Science-Fiction-Inhalte nach Spielart von Actionfilmen für ein breites Publikum.
Eine Tendenz liegt in der Verfilmung klassischer SciFi-Literatur bedeutender Autoren. So zählen Total Recall – Die Totale Erinnerung (1990) und Starship Troopers (1997) zu den wichtigsten Verfilmungen. Auch Videospielverfilmungen wie Wing Commander (1999) traten in den 1990ern im SciFi erstmals auf.

## Der Sci-Fi-Film in Deutschland
Der deutsche Film ist zu Beginn der 1920er Jahre stark vom Expressionismus geprägt und reflektiert gleichzeitig die psychologischen Spätfolgen des Ersten Weltkrieges. 1918 und 1920 erscheinen mit Alraune (Regie: Eugen Illés) und Der Golem, wie er in die Welt kam (1920, Regie: Paul Wegener, Carl Boese nach Gustav Meyrink) (klassische Fantasy) bereits Filme, die bei aller Unterschiedlichkeit den Horror-Archetyp Das Ding ohne Namen verwenden: Das seelenlose Wesen wendet sich gegen seinen Schöpfer.
Weitere Beispiele der Stummfilmzeit sind Genuine (1920) und Orlac’s Hände (1924) (beide Regien: Robert Wiene), Metropolis (1927, Fritz Lang) und Frau im Mond (1929, Fritz Lang). Erste Tonfilme sind Alraune (1930, Richard Oswald), Die Herrin von Atlantis  (1932, Georg Wilhelm Pabst), F.P.1 antwortet nicht (1932, Karl Hartl), Der Tunnel (1933, Kurt Bernhardt) und Gold (1934, Karl Hartl). Danach war kaum noch Fantastisches aus eigener Produktion in den deutschen Kinos zu sehen. Ein paar SF-Elemente enthält noch der Film Münchhausen (1943, Josef von Báky).
Nach dem Zweiten Weltkrieg ging die Filmproduktion in den beiden deutschen Staaten getrennte Wege.
Der erste SF- bzw. fantastische Film der ostdeutschen DEFA war wohl Chemie und Liebe (1948, Arthur Maria Rabenalt). Ende der 1950er Jahre drehte Kurt Maetzig in der DDR Der schweigende Stern (1960 veröffentlicht), der 1964 auf dem Filmfestival von Triest ein „Goldenes Raumschiff“ erhielt. Weitere DEFA-SF-Filme sind unter anderen Der Mann mit dem Objektiv (1961, Frank Vogel), Signale – Ein Weltraumabenteuer (1970, Gottfried Kolditz), Eolomea (1972, Herrmann Zschoche), Im Staub der Sterne (1976, Gottfried Kolditz) und Besuch bei van Gogh (1985, Horst Seemann).
In der BRD gab es in den 50er und 60er Jahren kaum selbstproduzierte Science Fiction in den Kinos zu sehen. Eine der wenigen Ausnahmen war etwa eine weitere Verfilmung von Alraune (1952, Arthur Maria Rabenalt). Von der Fernsehserie Raumpatrouille (1966) kam erst 2003 ein Zusammenschnitt als Spielfilm in die Kinos. Der Film Herrliche Zeiten im Spessart (1967, Kurt Hoffmann) – die zweite Fortsetzung des Nicht-SF-Films Das Wirtshaus im Spessart – enthält streckenweise sehr viele SF-Elemente. Vor allem in den 1960er Jahren wurden einige heute kaum noch bekannte „mad scientist“-Filme produziert: Ein „guter“ Wissenschaftler macht eine bahnbrechende Erfindung, die er gern zum Wohle der Menschheit einsetzen will, doch eine „böse“ Macht will sie ihm stehlen. Oder auch ein „böser“ Wissenschaftler macht eine Erfindung, die er zum Schaden der Menschheit einsetzen will. Ein Beispiel dafür ist die Mabuse-Filmreihe, beginnend mit Scotland Yard jagt Dr. Mabuse (BRD 1963, Paul May).
1969 drehte Alexander Kluge den Film Der große Verhau, der erst 1971 in die Kinos kam und dem Neuen Deutschen Film zuzuordnen ist.
1977 schuf Rainer Erler mit Operation Ganymed ein Werk, das 1978 auf dem Filmfestival von Triest als bester Film des Jahres ausgezeichnet wurde. Weitere (west)deutsche Filme sind zum Beispiel Das Arche-Noah-Prinzip (1984, Roland Emmerich), die Komödie Xaver und sein außerirdischer Freund (1986, Werner Possardt), Moon 44 (1990, Roland Emmerich) und Es ist nicht leicht, ein Gott zu sein (1990, Peter Fleischmann). Nach der Wiedervereinigung wurde die Parodie (T)Raumschiff Surprise – Periode 1 (2004, Michael Herbig) ein beachtlicher Erfolg. Erwähnenswert ist weiterhin die Trash-Parodie Captain Cosmotic (1998, Thilo Gosejohann). Eine der jüngsten und zugleich aufwändigsten SciFi-Produktionen aus Deutschland ist der Thriller Pandorum (2009, Christian Alvart) – dieser ist in einer Zukunft angesiedelt, welche die Menschheit zum Verlassen der Erde und zur Besiedlung eines neuen erdähnlichen Planeten zwingt.

## Motive

### Ängste und Bedrohungen
Ein bedeutendes Themenfeld ist der oder das Fremde – die Bedrohung durch das Unbekannte. Geschehen kann dies durch den Kontakt mit Außerirdischen (Kampf der Welten, Independence Day), durch eine Zeitreise, die dem Zuschauer Schreckliches prophezeit (Die Zeitmaschine, Terminator), aber auch in der Konfrontation mit einem wissenschaftlichen Fortschritt, der außer Kontrolle gerät oder missbraucht wird (The Matrix, Gattaca). Auch die Frage nach dem Bösen oder Unerklärlichen in der menschlichen Psyche wird in manchen Filmen bearbeitet (Solaris, Uhrwerk Orange). Bei dieser Thematik ist die Grenze zum Horrorfilm fließend.
Die Atombombe, der Koreakrieg und die Kommunistenjagd unter Joseph McCarthy erzeugten ein Klima der Furcht. Viele Filme reflektierten diese Paranoia und brachten diese Ängste verschlüsselt auf die Leinwand (Botschafter der Angst). Es dominieren Horror-SF und Atom-Monster. Ein Blick ins Naturkunde-Buch genügte, um das nächste Leinwandgrauen zu konstruieren: Skorpione, Schnecken, Ameisen, Spinnen, Echsen etc. bedrohten die Menschheit – einige davon mit Frauenköpfen.
Was Horror-SF-Filme wie Formicula ansprechen, ist die Schutzbedürftigkeit der Bürger und das notwendige Opfer des Einzelnen für die Gemeinschaft. Diese symbolische Darstellung des Schreckens war möglich und notwendig vor allem deswegen, weil eine öffentliche Diskussion des technisch-militärischen Fortschritts, gar eine Kritik an der politischen und militärischen Führung, kaum möglich war.
Die Angst vor der Zukunft, zu der man sich auf falschem Wege befand, war groß, aber noch größer war die Angst, kein „guter Amerikaner“ zu sein. Die Furcht betraf die eigene Führung so sehr wie etwaige ausländische Aggressoren; nur so ist die Ambivalenz dieser Filme zu verstehen, aus dieser moralisch-politischen Sackgasse heraus wird ihr Pessimismus und ihre Sprachlosigkeit oft interpretiert.
In den monster SF movies von Hollywood ist so viel Kritik an der wissenschaftlichen und militärischen Rücksichtslosigkeit enthalten, wie möglich schien, und soviel an Affirmation und politischer Bestätigung, wie notwendig, um das Unbehagen nicht ausdrücklich werden zu lassen. Die einzige, ein wenig paranoide Hoffnung in diesen Filmen war die, dass Militär und Wissenschaft am Ende die Bedrohung auch wieder von den Menschen nehmen könnten, die sie selbst hervorgerufen hatten.

### Neugierde
Der urmenschliche Instinkt „Neugier“ ist eine zentrale Triebfeder von Zivilisation und deren Ausdehnung über zunächst unüberschreitbare Grenzen hinaus. Diese Grenzen sind im SF-Film beispielsweise das Gefangensein in der Gegenwart, welches mittels Zeitreise überwunden wird (Die Zeitmaschine, Planet der Affen), die Überwindung des Raumes, die uns fremde Welten besuchen lässt (2001: Odyssee im Weltraum) oder auch die Überwindung der Isolation der Menschheit als einzige intelligente Lebensform (Contact, Signs – Zeichen).
Eine genauere Betrachtungsweise der Thematiken in der Sciencefiction findet man unter Science Fiction.

## Untergenres
Der Science-Fiction-Film wird vor allem als Hintergrund für andere Filmgenres herangezogen. So finden sich neben Kreuzungen mit dem Horrorfilm (Alien), dem Actionfilm (Terminator), Komödien (Meine Stiefmutter ist ein Alien) oder dem Drama (Alarm im Weltall) auch für die meisten anderen Filmgenres eine Reihe von Beispielen, in denen fremde Genremuster vor einen Science-Fiction-Hintergrund gestellt werden. Vor allem die Space Opera hat sich bereits ab den 1930er Jahren (Flash Gordon) als eigenständiges Subgenre des Science-Fiction-Films entwickelt. Jüngstes deutsches Projekt ist die Hamburger Produktion Violent Starr (2018) von Oliver Tietgen und Matti Schindehütte. Auch einige Pornofilme (etwa Shocking von Claude Mulot) verwenden aufgesetzte Science-Fiction-Themen.
Eine Aufzählung der wichtigsten Filme ist unter Liste von Science-Fiction-Filmen zu finden.

## Quellbelege
1. ↑  SciFi Film History – Metropolis (1927) (Memento des Originals vom 10. Oktober 2017 im Internet Archive)  Info: Der Archivlink wurde automatisch eingesetzt und noch nicht geprüft. Bitte prüfe Original- und Archivlink gemäß Anleitung und entferne dann diesen Hinweis. – Although the first science fiction film is generally agreed to be Georges Méliès’ A Trip To The Moon (1902), Metropolis (1926) is the first feature length outing of the genre. – scififilmhistory.com, abgerufen am 15. Mai 2013 (englisch)
2. ↑  Roy Kinnard: Science fiction serials. A critical filmography of the 31 hard SF cliffhangers. With an appendix of the 37 serials with slight SF content. Jefferson, NC u. a. (McFarland) 1998, S. 7, 197-204
3. ↑  Ronald M. Hahn, Volker Jansen: Lexikon des Science Fiction-Films. Heyne, München 1997, ISBN 3-453-11860-X, S. 10.
4. ↑  http://www.imdb.com/title/tt5679566/
5. ↑  Ronald M. Hahn, Volker Jansen: Lexikon des Science Fiction-Films. Heyne, München 1997, ISBN 3-453-11860-X, S. 803.